# Liste der Baudenkmäler im Bonner Ortsteil Dottendorf
Die folgende Liste enthält in der Denkmalliste ausgewiesene Baudenkmäler auf dem Gebiet des Bonner Ortsteils Dottendorf im Stadtbezirk Bonn.
Hinweis: Die Reihenfolge der Denkmäler in dieser Liste orientiert sich an den Straßennamen und ist alternativ nach Hausnummern, Denkmallistennummer oder Bezeichnung sortierbar.
Basis ist die offizielle Denkmalliste der Stadt Bonn (Stand: 15. Januar 2021), die von der Unteren Denkmalbehörde geführt wird. Grundlage für die Aufnahme in die Denkmalliste ist das Denkmalschutzgesetz Nordrhein-Westfalens.
| Bild                                        | Bezeichnung                                   | Lage                                 | Beschreibung | Bauzeit              | Eingetragen seit | Denkmal- nummer |
| ------------------------------------------- | --------------------------------------------- | ------------------------------------ | --- | -------------------- | ---------------- | --------------- |
| weitere Bilder                              | Friedhof Dottendorf                           | Dottendorfer Straße Karte            | | 1845                 |                  | A 636           |
| weitere Bilder                              | Steinwegkreuz Dottendorf                      | Hausdorffstraße / Villenstraße Karte | | 1733                 |                  | A 661           |
| BW                                          |                                               | Hausdorffstraße 69 Karte             | |                      |                  | A 348           |
| weitere Bilder                              | Ehemalige Villa Baunscheid, „Burg Dottendorf“ | Hausdorffstraße 352 Karte            | | 1895                 | 18. April 1985   | A 804           |
| BW                                          |                                               | Im Sonnenpütz 2 Karte                | |                      |                  | A 1316          |
| weitere Bilder                              | Steinwegkreuz Dottendorf                      | Kessenicher Straße/Stephanstraße     | | 1741                 |                  | A 3275          |
|                                             |                                               | Kessenicher Straße 113 Karte         | |                      |                  | A 147           |
|                                             |                                               | Kessenicher Straße 133 Karte         | |                      |                  | A 512           |
|                                             |                                               | Kessenicher Straße 191 Karte         | |                      |                  | A 2575          |
|                                             |                                               | Kessenicher Straße 208 Karte         | |                      |                  | A 675           |
| Palais Mönkemöller                          | Palais Mönkemöller                            | Mönkemöllerstraße 37 Karte           | | 1904                 | 1984             | A 516           |
| weitere Bilder                              | Fassaden, Dach, Treppenhaus                   | Quirinstraße 7 Karte                 | |                      |                  | A 772           |
|                                             |                                               | Quirinstraße 13 Karte                | |                      |                  | A 977           |
| Alte Schule Dottendorf                      | Alte Schule Dottendorf                        | Quirinstraße 14 Karte                | |                      |                  | A 3689          |
| Ehemalige Volksschule Dottendorf            | Ehemalige Volksschule Dottendorf              | Quirinstraße 16 Karte                | |                      |                  | A 3690          |
|                                             |                                               | Quirinstraße 17 Karte                | |                      |                  | A 939           |
|                                             |                                               | Quirinstraße 22 Karte                | |                      |                  | A 3723          |
| weitere Bilder                              | Katholische Pfarrkirche St. Quirinus          | Quirinusplatz Karte                  | Architekt: Gerhard Franz Langenberg | 1888–1890            | bis Anfang 1988  | A 1155          |
| Hochbunker Dottendorf                       | Hochbunker Dottendorf                         | Quirinusplatz Karte                  | | 1941–1942            |                  | A 3188          |
| weitere Bilder                              | Grabkreuz „Hünten-Kreuz“                      | Rochusweg / Eulenweg Karte           | | 1743                 |                  | A 3277          |
| Bildstock/Heiligenhäuschen „Rochushäuschen“ | Bildstock/Heiligenhäuschen „Rochushäuschen“   | Rochusweg 85 Karte                   | Inschrift: In ansteckender Krankheit / Hilf uns o hl. Rochus! | 17./20. Jahrhundert  |                  | A 3280          |
| weitere Bilder                              | Südfriedhof                                   | Servatiusstraße Karte                | Der städtische Südfriedhof in Bonn befindet sich zwischen den heutigen Stadtteilen Dottendorf und Friesdorf; dies war früher der südliche Stadtrand Bonns zur ehemals selbstständigen Stadt Bad Godesberg. Er ist der zweitgrößte Friedhof der Bundesstadt. |                      |                  | A 3408          |
|                                             |                                               | Winzerstraße 30 Karte                | |                      |                  | A 674           |
| weitere Bilder                              |                                               | Winzerstraße 47 Karte                | Denkmalgeschützt: einschließlich Steinwegkreuz Dottendorf | Steinwegekreuz: 1746 |                  | A 1449          |